# Austrodecus tristanense
Austrodecus tristanense är en havsspindelart som beskrevs av Stock, J.H. 1955. Austrodecus tristanense ingår i släktet Austrodecus och familjen Austrodecidae. Inga underarter finns listade.